# Espineta fosca
L'espineta fosca (Sericornis humilis) és una espècie d'ocell de la família dels acantízids (Acanthizidae).

## Hàbitat i distribució
Habita el sotabosc de la selva tropical, boscos temperats, pantans i garrigues costaneres de Tasmània i la propera illa King.